# 야마하라 고타로
야마하라 고타로(일본어: 山原 康太郎, 2000년 9월 19일~)는 일본의 축구 선수이다.

## 구단 경력
그는 2023년 J2리그의 후지에다 MYFC에 입단했다. 2024년까지 43경기에 출전하여, 2득점을 넣었다. 2025년 에히메 FC로 이적했다.